# Медицински музеј
 Медицински музеј је музеолошка установа у којој се сакупљају, чувају и излажу предмете историјског, научног, уметничког или културног значаја који имају везу са медицином или здрављем. То укључује и моделе, инструменте, књиге и рукописе, медицинске сликовне приказе и технологије које су се користиле за њихово снимање (као што су рендген апарати). У ширем контексту и систематизацији музеја у свету, медицински музеји су по својој суштини део заједнице научних или научно-техничких музеја. Неки музеји медицине су према својим збиркама општег карактера, и у њима је приказана целокупна историја медицине неке територије, области или државе, док су у другима изложени артефакти специјализоване медицинске области, као што су нпр. музеји историје стоматологије, историје одређених болница, историје медицинских сестара, историје фармације итд.
Медицински музеј је некада био наставни ресурс важан за медицинске школе и факултете, као и његова медицинска библиотека. Иако медицинске библиотеке и даље представљају виталну образовну установу, већина медицинских музеја је застарела у настави. Разлози зашто су се ове промене догодиле треба тражити у променама образовнх садржаја и улози савремених аудиовизуелних и дигитализованих садржаја у школовању лекара, које је могуће и без коришћења класичних музејских збирки. Тако су медицински музеји постали места за чување и излагање артефаката из прошлости, а све мање установе за истраживања и наставу, изузев у области историје медицине.
Ако нешто можемо научити из сопствене историје то је непрстана бриге за здравље, која је сачувана у музејима медицине (који поред тога што њихове колекције имају различиту намену за различите генерације), фасцинирају развојем медицине кроз векове, али нас и непрестано едукацију и инспиришу за даљи рад и истраживања у овој области. Према томе медицинске колекције могу и треба да имају улогу очувања богате културне баштине, већ и да славећи оно што је медицина донала човеку — здравље и квалитетнији и дужи живот — још више допринесу развоју биомедицинских наука, медицинског права и медицинске етике.

## Порекло назива и дефиниција музеја
Реч музеј потиче из стаоргрчке речи и означавала је храм посвећен Музама, које су према грчкој митологији биле кћерке бога Зевса и Мнемозине, богиње памћења, које су сматране заштитницама поезије, позоришне уметности, плеса, реторике, наука (историје, геометрије, астрономије, пољопривреде, архитектуре) и образовања. Зато су овај храм посећивали ствараоци у наведеним областима који су сматрали да у њему молбама у музејону могу добити инспирацију за своје ствараллаштво.
У четвртом веку пре нове ере, у Атини поред храма посвећеног Музама – музејону, настао је и лицеј — филозофска школа која је основао Аристотел. Била је то врста установе у античком свету која је у себи обједињавала функције образовања и истраживања, и духоввности. У свом саставу имао је библиотеку и музејон који је био место инспирације, размишљања и филозофских расправа, али и чувања (у музејону) предмета који су служили као „илустрација предавањима из области природних наука“. То су потврдила открића археолошких истраживања античких светилишта, када је откривен велики број реплика удова, торза, главе (или половине главе), лица, очију, ушију, женских и мушких спољашњих гениталија, материца, женских дојки и фигура беба.
Реч музеј, као савремени назив, користи се да означи установу и зграду, у којој се чувају, проучавају и излажу - хронолошки или тематски - збирке старина и уметнички обликованих дела, природњачких, техничких и сл. предмета.
У најширој употреби је ICOM-ова дефиниција из 1974. године, према којој је музеј непрофитна, стална установа у служби друштва и његовог развоја и отворена јавности, која сабира, чува, истражује, комуницира и излаже материјална сведочанства човека и његове околине, ради проучавања, образовања и забаве.

## Дефиниција медицинског музеја
Из саме дефиниција назива „медицински музеј”, произилизи и одговор да је то установа и зграда, у којој се чувају, проучавају и излажу - хронолошки или тематски - збирке старина и уметнички обликованих дела, природњачких, техничких и сл. предмета.
Међутим медицински музеј има своје уже и шире значење. Па тако у ужем смислу м, едицински музеј се односи на установу и зграду у којој се проучавају и излажу артефакти хумане медицине, а у ширем смислу на установу и зграду у којој се проучавају и излажу артефакти хумане и ветеринарска медицине и фармацијев (која иако је још у 13. веку одвојена од медицине, остала са медицином уско повезана).

## Збирке или фондови медицинског музеја
Музејску збирку или фондове медицинских музеја могу да чине:
| Збирка - фонд                                                                       | Намена | Пример |
| ----------------------------------------------------------------------------------- | --- | ------ |
| Медицински предмети материјалне културе                                             | Предмети који су примарно били у функцији очувања здравља, спречавања болести или лечења.                                  |        |
| Предмети који су коришћени као дидактичко средство у области медицинског образовања | Људски скелетни, остаци или делови тела сачувани у виду анатомских, хистолошких или патолошких препарата.                  |        |
| Предмети који имају историјски, научни или културни значај                          | Односе се на личне предмете лекара или пацијената, уметнички предмети, намештај, макете здравствених установа и тако даље. |        |

## Историја
Полазна основа свих разматрања о историјском развоју модерних музеја, садржана је у решавању два проблема; проблем колекционирања и проблем институционализације.
Колекционирање

Збирка је предуслов за постојање музеја, а сакупљање и чување одређених предмета предуслов за стварање збирке. У том смислу колекционирање је најчешће била основа на којој су кроз историју формиране значајне збирке. Тако је нпр. колекционирање најразличитијих предмета, од уметничких дела, преко научних инструмената, техничких изума до природних реткости, било је уско повезано с римским освајањима, што је...
Након освајања Грчке и Азије у другом веку пре нове ере, и великог интересовање за грчку културну баштину која је пренета у Рим резултовало стварањем не само приватних већ и јавних збирки, библиотека и ботаничих башти.
Колекционари су поред сабирања ретких и чудесних ствари, сакупљали и медицински предмете и тако су се бројни артефакти нашли не само у колекционарским збиркама лекара и апотекара, већ, мање или више спорадично, и у многим кабинетима, црквама чак и кућама појединаца. То се првенствено односи на предмете којима су приписивана магијска, религијска и терапијска својства (реликвије, безоари, корали и предмети од нарвалове кљове), итд.
Колекционирања, у чијој основи је на почетку развоја људске цивилизације била верска медицина, као један од најраније заступљених облика лечења, у Месопотамији страој Грчкој, Римском царству итд, формиране су прве колекционарске збирке још пре настанка ренесансних кабинета реткости – које се сматрају претечама модерних музеја.
Институционализација
Иако само колекционирање не води увек и обавезно ка његовој институционализацији, на основу досадашњих сазнања, проучавања о представљању прошлости музеја ови проблеми међусобно су повезани.
Према томе музеји медицине насатли су из склоности појединаца ка каколекционирању које је најчешће била основа на којој су кроз историју формиране значајне медиицинске збирке а потом и медицински музеји какве данас познајемо.

### Предуслови за настанак медицинских збирки
Али да би сакупљени предмети чинили збирку, неопходно је да између њих постоји повезаност по једном или више критеријума. Из колекционирање као активног процеса који подразумева менталну ангажованост око предмета жеље, трагање за њим, набавку и чување али и уживање у поседовању, разгледању, и често, његовом приказивању одређеном кругу људи, развили су се кроз историју музеји у многим областима науке па и у медицини.
Да би се утврдило када су, и са којим мотивима, предмети материјалне културе који су имали функцију у лечењу, очувању или побољшању здравља постали и предмети сабирања, истраживања већ годинаме се бави историја медицине али и музеологија. Тако је она установила да су први колекционирани предмети били дарови намењени боговима уз молбу за очување здравља или излечење. Обичај је постојао још у доба неолита, a такође је био део религијске културе старих народа – Египћана, Етрураца, Грка, Римљана и других. Помоћу ових заветних дарова – вотива, човек је успостављао везу са боговима, а касније, у хришћанској религији, ту везу је остваривао путем даривања светитеља.
| „ | Овај вид сакупљања и чувања предмета описан је у оквиру прото-историје музеја уопште, али је посебно важан за историју медицинске музеологије, како у погледу врсте, намене и симболике поклањаних предмета, тако и у погледу њиховог чувања и излагања. То се нарочито односи на анатомске вотиве, дакле на предмете израђене у облику делова људског тела или појединачних органа, који су почели у великом броју да се појављују у храмовима и светилиштима Етрураца, Грка и Римљана средином првог миленијума пре нове ере. | ” |

## Први музеји
По угледу на аристотелов Лицеј, настале су сличне установе основане у Александрији, Пергамону, Сиракузи на Сицилији и на Родосу али је од њих највећу славу достигла она у Александрији, позната под именом Музеј у Александрији.

### Александријски музеј
Један од првих музеја у којима је постојала и медицинска збирка била је библиотека основан у Александријској школи. У вези Александријском библиотеком и музејом постоји недоумица да ли је она били обједињене установе или не. Такође није са сигурношћу утврђено да ли је њихов оснивач био Птоломеј I Сотер 20 или његов син Птоломеј Филаделф. Такође У литератури се наводи да је важну улогу у оснивању Библиотеке имао Деметрије из Фалерона, перипатетични филозоф и ученик Теофрастуса, а можда и Аристотела, који је почео да прикупља књиге за библиотеку из свих крајева света за време владавине Птоломеја I Сотера. Идеја о формирању библиотеке која би садржала универзална дела повезује се са експанзионистичком политиком Александра Великог, која је била блиска Птоломејима. Александар је, наиме, сматрао да је за доминацију светом неопходно упознавање начина размишљања и језика разних цивилизација кроз проучавање њихових текстова.
Славу александријског музеја пронели су кроз историју не само математичари, физичари, астрономи, проналазачи и филозофи, као што су Архимедес, Аристарх са Самоса, Еуклид и Ератостен, већ и лекари. Захваљујући Херофилу из Халкедона (335 – 280. п. н. е) и Еразистрату са Самоса (330 – 250 п. н. е).
У оквиру овог Музеја настала је и Александријска медицинска школа која је постала чувена због својих достигнућа, посебно у области анатомије и физилогије. Херофил је, највероватније под утицајем египатске традиције балсамовања тела, био први лекар који је истраживао људско тело путем обдукције и вивисекције, при чему је установио научни метод и описао грађу многих органа.
Музеј у Александрији био је, саставни део академије или универзитета, место сусрета различитих култура, научних расправа и открића, место учења и „концентрисања“ знања хеленистичког света, јер како каже Помјан, он није био музеј у данашњем смислу речи, и зато „не дугује своју славу ниједној збирци, већ пре својој библиотеци и тиму научника који су формирали заједницу унутар његових зидова“, мада у погледу колекционирања уметничких дела у александријском музеју постоје и другачија мишљења.
Када је муслиманска војска освојила Александрију 642. године, пошто је поразила византијску војску у бици код Хелиополиса, командант је упитао калифа Умара шта да раде са музејом и библиотеком, односно са књигама. Он је дао чувени одговор: Оне су или у супротности с Кураном, што значи да су јеретичке, или се слажу са њим, што значи да су сувишне.
Године 2002, на обали мора где су се налазиле рушевине, подигнута је једанаестоспратница од стакла и бетона. На гранитном зиду који гледа на југ, уклесана су слова већине светских писама, што представља својеврсну промоцију националне, културне и језичке шароликости која се чува у овој грађевини. У свом саставу има највећу јавну читаоницу на свету, као и специјализоване: дечје, читаонице ретких књига, рукописа и микрофилмова. Њен саставни део је и Музеј, рађен такође по античком узору.

### Кабинети реткости
Кабинет реткости или италијански студиоли, настали су у ренесансном културном миљеу и тиме успоставили нови модел колекционирања. Како је период ренесансе имао кључни значај за развој медицинских наука, првенствено анатомије, која је све до тада била заснована на учењима Гален из другог века, медицински предмети су у ренесансним кабинетима били бројнији и разноврснији него у средњовековним ризницама. Поред мумифицирани делови људског тела, и скелетних остака, у збиркама је било све више и медицински и научни инструмента.
Иначе сами кабинет реткости били су су најчешће једна или више квадратне или правоугаоне просторије, међусобно повезаних, у којима су чувани уметнички и природњачки предмети који су имали „особине ретког и необичног”, са поделом збирки на уметничке (лат. curiosa artificalia) и природне реткости (лат. curiosa naturalia).

## Музеји у 19. и с почетка 20. века
Крајем 19. и с почетка 20. века, развија се нов концепт медицинских музеја, на који је у највећој мери утицао развој школства и индустријализација, која је за разлику од школства имала и штетних последица на живот и здравље радничке класе западног света. Индустријализација појединих земаља праћена све учесталијом миграцијом становништва у велике индустијске центре имала је за последицу све интензивниј развој и укрупљавање градова, али и све више оболелих, изложених лошим хигијенским условима у фабрикама и радничким насељима. У новонасталим условима настаје и снажнији развој музеја, као део опште културе и сежања једног народа, а међ уњима и први медицински музеји намењени широкој јавности, између осталог и са циљем здравственог просвећивањивања становништва. У медицинским музејима требало је да посетиоци стекну нова знања о грађи људског тела, функционисању органа и органских система, и информације о здравим стиловима живота, заразним болестима и њиховој превенцији. Како би своје поставке приближили све бројним посетиоцима различитог образовног нивоа, коришћене су интерактивне музејске поставке применом све савременијих тадашњих модерних техничких средстава за комуникацији са публиком – насочи звука са уснимљеним садрћајима, дијараме и дијапозитиви, филмовиа, модели људског тела и друго.

## Медицински музеји у Србији
Након правног уређења Кнежевине Србије и организације здравствене службе прво сабирање медицинских предмета започето је 1844. године, када је те године основана и прва музејска установа у Србији Музеум сербски, данас Народни музеј у Београду. На даљи и бржи напредак у разним областима културе и образовања, утицало је и донешење средином 19. века бројних закона у Кнежевини Србији:
- Грађанскнског закона,
- Закон о школама (Устројеније јавног училишног наставленија),
- Указа о оснивању Главне војне болнице (Устројеније шпитаља централне војске) и
- Указа о забрани рушења старих градова и њихових развалина.

Музеум редкости

Залагањем др Емерих Линденмајера и хирурга Флоријана Бирга, који су тридесетих година 19. века дошли у Србију из Хабзбуршке монархије, и у њој провели свој радни и животни век, у Београду је 1844. године, при Војној болници, основан Музеум редкости. За иницијални фонд Музеја, Линденмајер, тадашњи штаб-докор (главни војни лекар у Србији) и Бирг, штаб-хирург (главни хирург у Војној болници, чија је дужност била лечење болесника), приложили су своје приватне збирке, које су послужиле као основ за даљи наставак прикупљања бројних предмета.
Према Јовану Жујовићу, у састав овог фонда ушла је и приватна збирка природних предмета кнеза Милоша, али Линденмајер то не наводи у свом делу.
 Током свих година, чувар Музеја је био Флоријан Бирг, а од 1853. године Музеј је био финансиран из државног буџета.
Збирка препарата Српског лекарског друштва
Ову збирку чинили су претежно патолошким препарати који су били поклони чланова Српског лекарског друштва. Збирка од 110 експоната је постојала у континуитету 26 година и коришћена је у научне и образовне сврхе.
Збирка је била смештена у Јестаственичком кабинету Велике школе, којим је управљао Јосиф Панчић. Такво решење за њен смештај пронађено је из два разлога:
- Друштво је располагало малим простором за свој рад, јер је првих година свог постојања користило просторију коју му је уступило Српско учено друштво у Капетан-Мишином здању,
- др Панчић је био личност са највећим искуством у Кнежевини Србији у вођењу збирки.[6]

Стална музејска поставка Медицина у Србији кроз векове
Стална музејска поставка Медицина у Србији кроз векове основаа је 1955. године на иницијативу проф. др. Владимира Станојевића, а од 2007. године налази се у саставу Музеја науке и технике. 
Смештена је у згради некадашње прве београдске болнице, саграђеној 1868. године по пројекту Јована Ференкла, данас згради Српског лекарског друштва, у улици Џорџа Вашингтона број 19.
У изложеној поставци „Медицина у Србији кроз векове“  приказан је развој медицине на простору Србије од касног палеолита до данашњих дана (антички медицински инструменти, најстарија лакатна кост Кромањонца са леченим преломом од пре 7000 година, ртефакти народне медицине, достигнућа српске средњевековне медицине  и зачеци савремене медицине кроз изложене артефакте.